# يطروفة زرقاء
يطروفة زرقاء أو العبيب (الاسم العلمي:Jatropha glauca) هي نوع من النباتات تتبع جنس اليطروفة من الفصيلة الفربيونية.